# Panay Nokeo
Panay Nokeo (ur. 15 lipca 1995) – laotańska zapaśniczka w stylu wolnym.
Brązowa medalistka igrzysk Azji Południowo-Wschodniej w 2013 roku.